# Шахматист-шашист Татарии
«Шахматист-шашист Татарии» — первая советская шахматно-шашечная газета вне Москвы и Ленинграда; издавалась ежемесячно в Казани в декабре 1931 — июне 1932 в качестве приложения к молодёжной газеты «На штурм». Редактор — В. Калинин. Всего издано 6 номеров. Освещала шахматно-шашечную жизнь Татарии, публиковала материалы по организации шахматно-шашечной работы, статьи о соревнованиях, проводимых в Татарии, партии соревнований, сообщения о шахматно-шашечной жизни в других союзных республиках, рецензии на шахматные книги, шахматные композиции местных авторов, проводила конкурсы решения задач и так далее. Организовала несколько шахматных и шашечных турниров по переписке. Издание было прекращено из-за материальных и организационных затруднений. 